# 王勳 (1754年)
王芬（1754年—1787年），清朝乾隆年間臺灣漢人。「王芬」是清朝官方文獻中的正名。民間又稱王芬為「王勳」或「王恩」，若以闽南语發音即為「王芬」。王芬歿後，台灣民間以「王芬大哥」、「王芬將軍」、「王恩公」等名稱來祭祀其英靈，後來尊稱為「王勳千歲」。王芬的父親王丁是泉州晉江人，在林建隆教授所寫的「刺桐花之戰」提到王芬的母親陳月雲為帕瀑拉族人。王芬出生於蔴園車埔（今臺中市沙鹿區福興里），曾經打擊盜匪在公山口（今弘光科技大學），因圍剿盜匪而被鄉親所敬重。

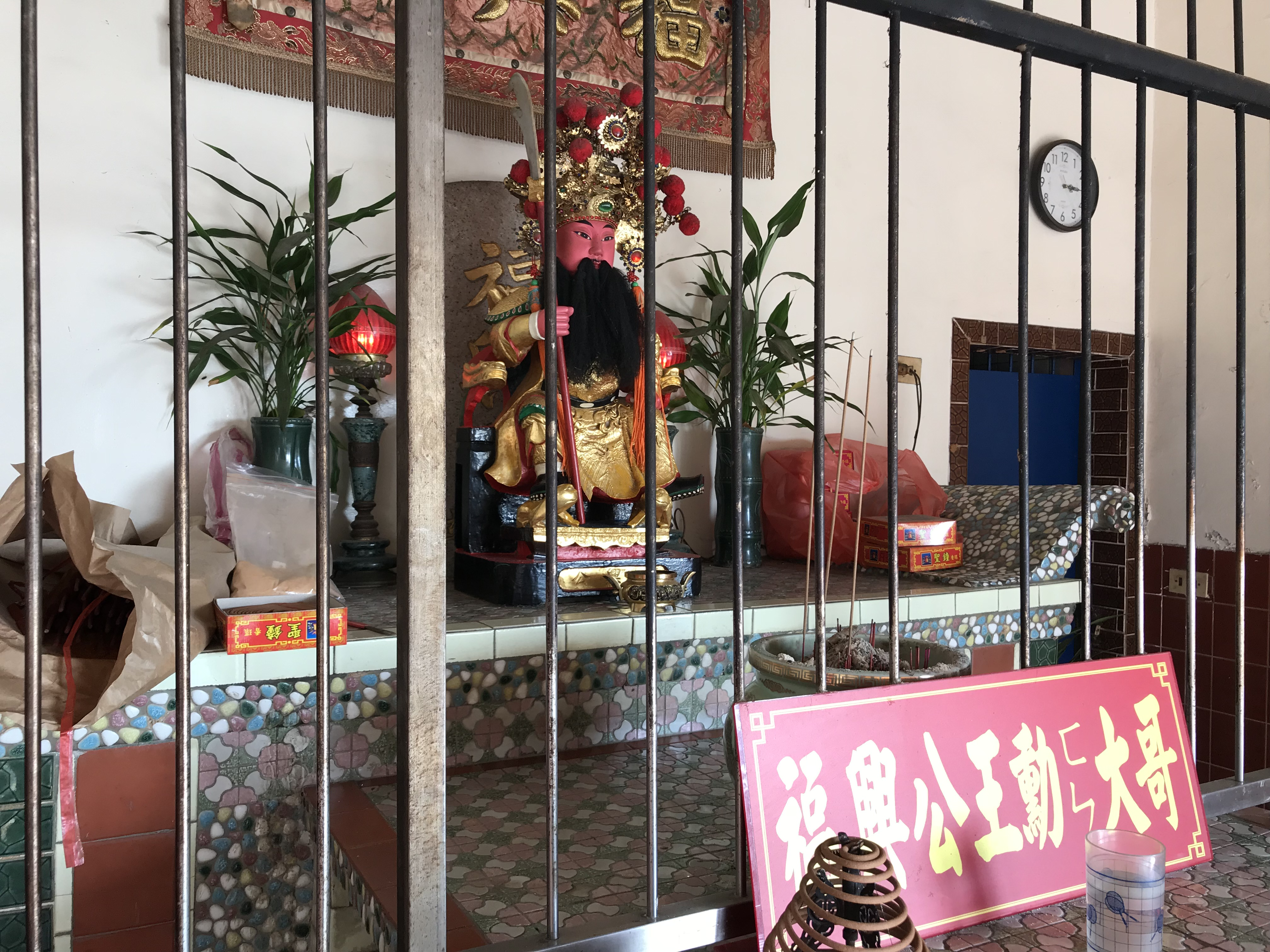
龍井福興公廟王勳神像

## 幼年
父親送他入塾讀書，由於聰慧過人，常受老師的讚美，也博得塾師的特別偏愛，平日嬉戲常仿學大人武術，並喜研究兵書，竟至廢寢忘食，如此對於兵術極有心得，就此奠定了他日後愛好武功、武術及任俠好義的基礎。塾師經常訓勉他立志報國，鄰里武林前輩授以百般武藝。

## 平定地方匪徒
十七歲的王芬（1771年，乾隆三十六年）為人慷慨尚義、濟弱扶傾，在鹿港拜少林五祖傳人洪德謙學藝，經常出面排解漳泉朋友的糾紛；二十歲餘，被鹿仔港泉郊首富林振嵩延攬為武術總教頭(鹿港八郊總教頭)，保護鹿港商人利益與地方安寧。《沙鹿鎮志》是這麼形容王芬：「頭如斗大、身高七尺、孔武有力，揮舞百二十斤大刀，鄉里異之。」其魁武強壯的體魄，可以一敵百，總讓敵人聞風喪膽，素為沿海盜匪所畏懼。從這些經歷，不難感受到王芬強烈散發著「保鄉衛民捨我其誰」的英雄氣概，他是土生土長的台灣人，與土地的聯結是如此緊密與深厚。。王芬為人忠義、剛正勇敢，為朋友兩肋插刀，武藝高強。
王芬在「麻園車埔」出生，於水澤地「過洋仔」成長，北勢溪自 800 公尺陡降穿流其間，紅土坡上種著一片相思林，王芬曾以砍相思木燒炭維生，後來駕牛車幫人搬貨物，往來牛罵街、沙鹿街、大肚街以及沿海的五汊港、塗葛堀港和鹿仔港等繁華的商業街，少年英雄的他，曾號召麻園鄉勇上大肚山清剿搶劫商旅的土匪窩，大大保障往來商旅和地方鄉親的生命財產安全。
村民推他為首，帶領數百精幹抵抗盜，數年來不下百回，最劇烈的一次乃由王芬掛帥，在公山口大戰匪徒，匪徒慘遭失敗，逃遁無蹤，從此土匪再也不敢有侵犯的企圖，使當地平靜了好久。
過十幾年，匪徒再犯，王芬獲知消息，手持大刀，支身策馬奔往大肚山麓，群盜見狀，均棄牛而去，此次又成一美談，當地居民以「王芬大哥」稱之。至今沙鹿地區（尤其麻園、北勢坑地方）都知道這個美名。

## 抗清
受林爽文所邀，受封成為平海大將軍。卅三歲的王芬與三十歲的林爽文，於1787年（乾隆五十一年）的中秋夜，召集眾兄弟加入嚴煙所傳的洪門。大夥推舉林爽文為大哥，王芬則擔任大肚山台地八卦會堂主，同年十一月底眾人舉反清之旗，攻下彰化縣城。根據清朝文獻官方紀錄林爽文口供：「我年三十二歲，乾隆三十八年，隨父母來到臺灣，趕車度日。時常聽見說，漳、泉兩府，設有天地會，邀集多人，立誓結盟，患難相救。我同林泮、林水返、林領、何有志、張回、王芬、陳奉先、林里生等，平日意氣相投，遂於乾隆五十一年八月內，拜盟起會。」
在林爽文事件被平定後，王芬將軍逃往牛罵頭（今清水區），在此地遭清兵圍攻，王芬將軍見大勢已去乃仰天大呼：「天啊！為何不容我！(一說「時不予我啊！時不予我啊！」)
」遭清兵押至鹿港處決。
立祀的廟宇有三間
- 鹿港福靈宮——彰化縣鹿港鎮順興里復興路465號之1
- 沙鹿福興宮——台中縣沙鹿鎮福興里福嘉巷8號
- 清水永定宮——台中縣清水鎮鰲峰山虎頭崎石埠邊；農曆六月十四日為王芬的誕辰，農曆正月十七日則為王芬的忌日。

## 亡後
清兵將王芬首級送至清廷，想要得獲的獎賞，然清廷大怒並謂：「國家要勸他護國，今送頭來有違原意」，反將主使之將軍加以治罪，並將王氏首級送返鹿港厚葬。時年34歲。

## 紀念
嗣後傳說王芬將軍威靈顯赫，庇佑地方百姓的故事，時有所聞。地方人士為感謝他生前的大恩大德，乃在清同治甲戌年間擴大建廟奉祀，來叩謝此恩此德。
廟有下列：

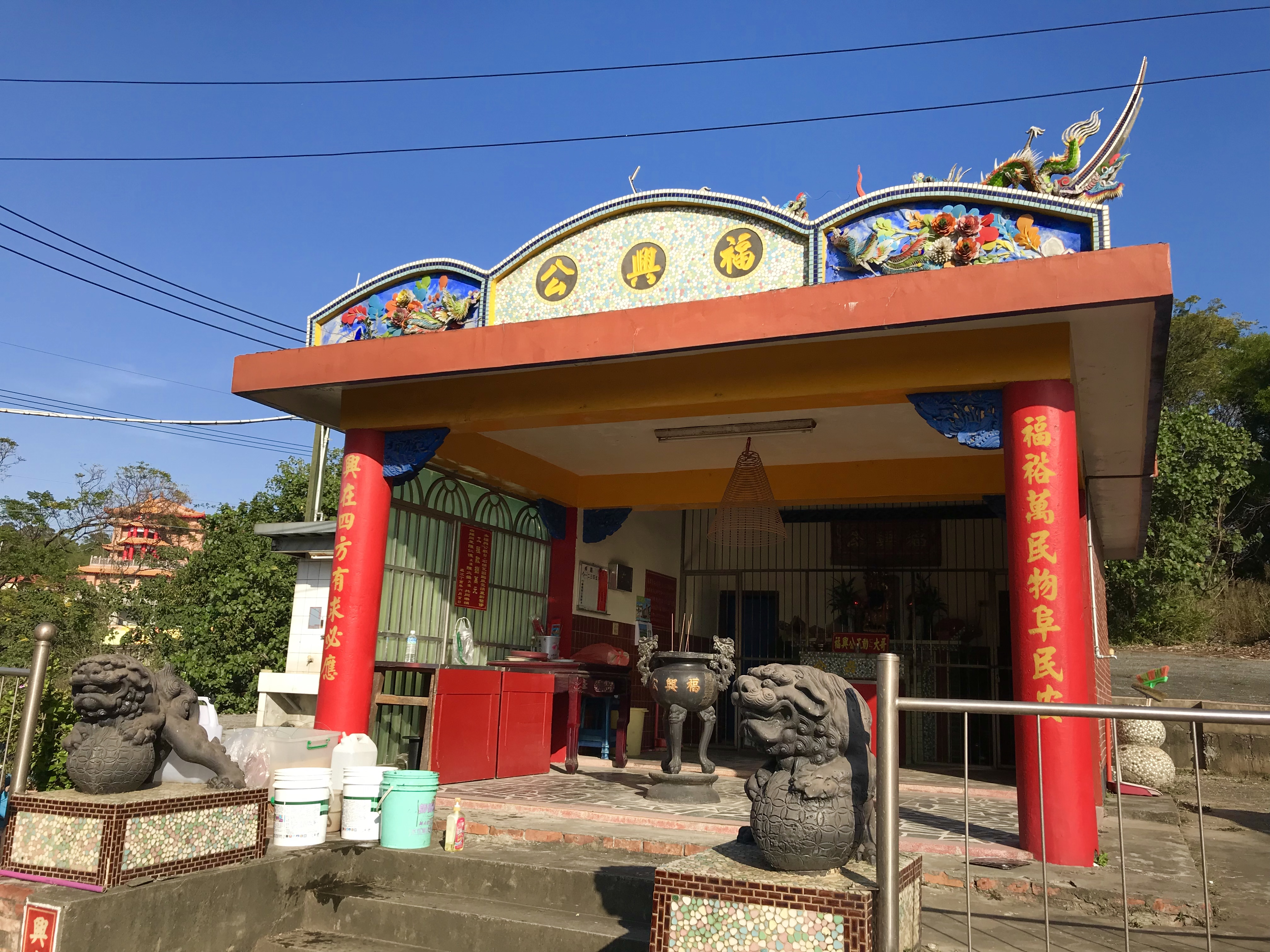
龍井福興公廟

今台中市沙鹿區福興宮(將軍大刀所在)…台中市沙鹿區鎮南路福興里福嘉巷8號
今台中市清水區王府千歲(被捕地)……台中市清水區鰲峰山，清水鬼洞前之石埠旁
今彰化縣鹿港鎮福靈宮 (首級與軀體骨骸合併埋葬處) - 彰化縣鹿港鎮順興里復興路465號之1
今台中市龍井區竹師路二段62巷，與南岡路交岔口之福興公廟，亦為王勳千歲廟

## 逸事
據傳，王芬將軍孔武有力，能揮動一百二十斤大刀。